# Malaguti RST
Il Malaguti RST è un ciclomotore prodotto, a partire dal 1987 fino al 1992 dalla Malaguti con sede a San Lazzaro di Savena (BO).

## Descrizione
Moto sportiva munita di carena completamente sigillata, che nasconde quasi completamente il telaio in tubi d'acciaio, il serbatoio è nascosto nella sella codino, le carenature laterali presentano due coperchi asportabili togliendo una vite, che facilitano l’accesso al motore e in particolar modo alla candela, la strumentazione di bordo è in un unico pezzo e comprende contachilometri, contagiri, indicatore della temperatura del liquido di raffreddamento ed una serie di spie.
Il proiettore è del tipo rettangolare, nel 1989 viene sostituito da un doppio faro rotondo e viene adottato un cupolino il plexiglas, mentre nel 1990 ritorna il cupolino interamente in plastica; sempre nel 1990 per i fari posteriori vengono usati quelli del Fifty Top, mentre le ruote cambiano disegno ma non le loro misure fondamentali.
Lo scarico è del tipo sottosella con due silenziatori, nel 1989 i beccucci di scarico passano da dritti a curvi verso il basso, mentre nel 1990 i terminali di scarico rimangono sotto il codino non fuoriuscendo più attraverso di esso, mentre la batteria per una questione di distribuzione pesi e per abbassare il baricentro, è posizionata sotto al telaio; queste soluzioni erano già state adottate dalle Gilera KZ/KK. I serbatoi dell'olio e del liquido di raffreddamento sono posti ai lati del cannotto di sterzo, per facilitare l'accessibilità, in quanto così i relativi tappi sono facilmente visibili e raggiungibili.